# Навоюв-Лужицький
Навоюв-Лужицький (пол. Nawojów Łużycki, нім. Sächsisch Haugsdorf) — село в Польщі, у гміні Любань Любанського повіту Нижньосілезького воєводства.
Населення — 337 осіб (2011).
У 1975-1998 роках село належало до Єленьоґурського воєводства.

## Демографія
Демографічна структура станом на 31 березня 2011 року:
|          | Загалом | Допрацездатний вік | Працездатний вік | Постпрацездатний вік |
| -------- | ------- | ------------------ | ---------------- | -------------------- |
| Чоловіки | 164     | 39                 | 112              | 13                   |
| Жінки    | 173     | 34                 | 100              | 39                   |
| Разом    | 337     | 73                 | 212              | 52                   |